# 圣博尔雅
圣博尔雅（葡萄牙語：São Borja，葡萄牙語發音：[sɐ̃w̃ ˈboɾʒɐ]）是巴西南大河州的一个市镇。总面积3640平方公里，总人口67788人，人口密度18.6人/平方公里。